# Adolf Fierla
Adolf Fierla (ur. 1908 w Orłowej, zm. 8 sierpnia 1967 w Londynie) – polski poeta i pisarz pochodzący z Zaolzia.

## Życiorys
Urodził się w 1908 roku w Orłowej w ewangelickiej rodzinie górniczej. Ukończył Polskie Gimnazjum imienia Juliusza Słowackiego w Orłowej, a następnie podjął studia na Uniwersytecie Jagiellońskim w Krakowie oraz studia slawistyki w Pradze. Po zakończeniu nauki pracował jako nauczyciel języka polskiego w szkołach nauczania początkowego na Zaolziu, a później Polskim Gimnazjum im. Juliusza Słowackiego w Orłowej.

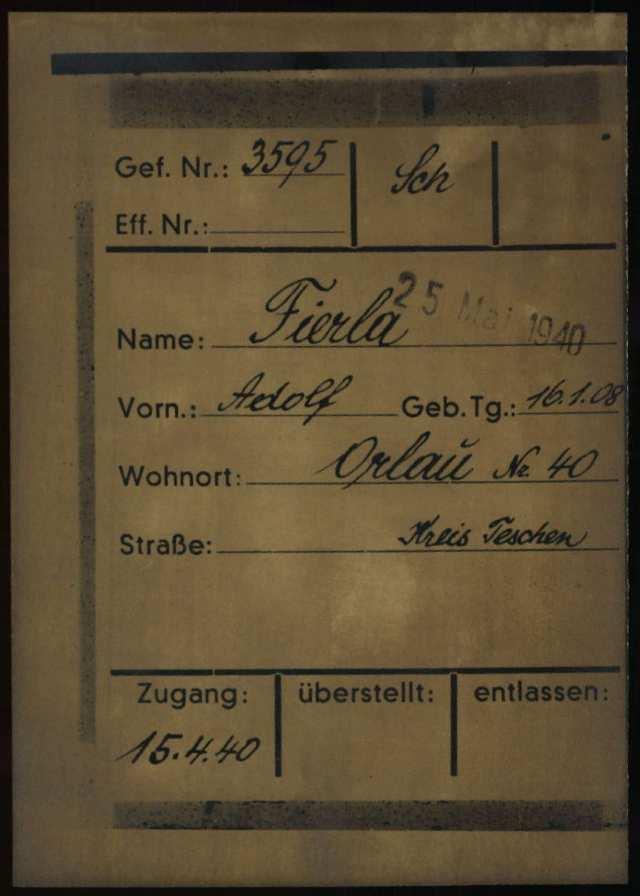
Karta rejestracyjna Adolfa Fierli jako więźnia w nazistowskim obozie koncentracyjnym w Dachau

W 1939 roku uciekł przed zbliżającym się frontem na wschód. Po powrocie do domu w 1940 roku został aresztowany przez Niemców i deportowany do obozów koncentracyjnych KL Dachau oraz KL Mauthausen-Gusen. Zwolniony z obozu pracował jako robotnik w Pietwałdzie, a w 1944 roku został wcielony do Wehrmachtu. W wyniku walk dostał się do niewoli we Francji i po zakończeniu II wojny światowej zdecydował się pozostać na zachodzie. Początkowo uczył języka polskiego w liceum dla polskich dziewcząt w Porto San Giorgio we Włoszech, później w polskim gimnazjum we Francji, a od 1958 r. w Wielkiej Brytanii.
Fierla pisał swoje dzieła w języku polskim oraz w dialekcie cieszyńskim. Skupiał się głównie na życiu mieszkańców Śląska Cieszyńskiego z okolic Karwiny. Jego prace zawierają wiele motywów religijnych. Fierla tłumaczył również na język polski dzieła czeskiego poety Jiřego Wolkera.
Typowym motywem twórczości Fierli była rzeczywistość, jaką pisarz obserwował w kopalniach swojego regionu.

## Twórczość
- Przydrożne kwiaty (1928) – zbiór poezji,
- Ondraszek (1930/1931) – nowela
- Cienie i blaski (1931) – zbiór poezji
- Hałdy i inne opowiadania górnicze (1931) – zbór opowiadań
- Dziwy na groniach (1932) – zbiór poezji
- Kopalnia słoneczna (1933) – zbiór poezji
- Kolędy beskidzkie (1935)
- Kamień w polu (1938) – zbiór opowiadań
- Poezje religijne (1971) – zbiór poezji